# Båstad (comuna)
Båstad (em sueco: Båstads kommun;  pronúncia) ou Bostádio é uma comuna da Suécia localizada no noroeste do condado de Escânia.
Sua capital é a cidade de Båstad. Tem 217 quilômetros quadrados e pelo censo de 2018, havia 14 948 residentes. Fica na península de Bjärehalvön e é atravessada pelas estradas europeias E6 e E20, assim como pela Linha da Costa Oeste, que liga Gotemburgo a Malmo. Suas principais atividades económicas são a indústria, comércio, turismo e agricultura.

## Turismo
- Museu do Ténis, em Båstad;[4]
- Igreja de Maria - igreja medieval do século XV em Båstad.[5]